# Dale River
Der Dale River ist ein Fluss im Südwesten des australischen Bundesstaates Western Australia in der Wheatbelt-Region.

## Geografie
Der Fluss entspringt rund 18 Kilometer westlich von Westdale am Brookton Highway an den Osthängen der Darling Range. Von dort fließt er zunächst nach Osten und unterquert den Brookton Highway bei Westdale. Kurz vor Erreichen des Great Eastern Highway biegt er nach Norden ab und mündet bei Dale Bridge an diesem Highway in den Avon River.

### Nebenflüsse mit Mündungshöhen
- Gibb Gully – 261 m
- Connelly Gully – 251 m
- Sherlock Gully – 237 m
- Flint Gully – 236 m
- Turner Gully – 231 m
- Dale River South – 217 m
- Talbot Brook – 202 m[1]